# Luke Air Force Base
Luke Air Force Base is een militaire vliegtuigbasis van de US Air Force ten westen van Glendale (Arizona), in de Verenigde Staten. De basis maakt deel uit van het Air Education and Training Command (AETC) van de USAF. Luke AFB is een trainingsbasis voor de opleiding van gevechtspiloten; sinds 1982 op de F-16 Fighting Falcon en vanaf 2016 op de F-35 Lightning II. Het gaat hierbij niet alleen om Amerikaanse piloten maar ook piloten van andere landen die deze toestellen hebben aangekocht onder Foreign Military Sales, waaronder Australië, België, Denemarken, Italië, Nederland, Noorwegen en Zuid-Korea.
Voor schietoefeningen gebruikt men de uitgestrekte Barry M. Goldwater Range in de Sonorawoestijn ten zuidwesten van Luke AFB, tussen Yuma en Tucson.

## Naam
De basis is genoemd naar luitenant Frank Luke Jr. (1897-1918), een aas (luchtvaart) uit de Eerste Wereldoorlog afkomstig van Phoenix  (Arizona). Hij was de eerste piloot die de Medal of Honor ontving. Hij sneuvelde in Frankrijk op 29 september 1918.

## Geschiedenis
De basis werd in gebruik genomen in 1941 als een trainingsbasis van het Army Air Corps. Aanvankelijk heette de basis Litchfield Park Air Base, maar dat werd snel Luke Field nadat de vliegbasis Luke Field op Hawaii overgedragen was van het AAC naar de US Navy, die ze Naval Air Station Ford Island noemde, zodat de naam weer beschikbaar werd. De basis was de belangrijkste opleidingsbasis voor gevechtspiloten tijdens de Tweede Wereldoorlog.
In november 1946 werd de basis gedeactiveerd, maar toen de Koreaanse Oorlog uitbrak in 1951 werd ze gereactiveerd als onderdeel van het Air Training Command in de USAF.
Op Luke AFB werd in 1953 het demonstratieteam U.S. Air Force Thunderbirds gevormd.
In 1958 kwam de basis onder het Tactical Air Command. Luke AFB bleef een belangrijke trainingsbasis voor piloten op gevechtsvliegtuigen als de F-100, de F-4C Phantom II, de F-15 Eagle en sedert 1982 lange tijd de F-16 Fighting Falcon, en vanaf 2016 ook de F-35 Lightning II.
Sedert 1994 ressorteert Luke AFB onder het Air Education and Training Command van de USAF.
Anno 2018 is Luke AFB de thuisbasis van de 56th Fighter Wing, een actieve eenheid van de Nineteenth Air Force, en de 944th Fighter Wing, een Air Force Reserve-eenheid.